# Edme Campenon
Pour les articles homonymes, voir Campenon.
Pierre Marie Edme Campenon, né à Tonnerre le 27 décembre 1872 et mort à Neuilly-sur-Seine le 16 août 1962, est un entrepreneur français du bâtiment et travaux publics, fondateur de l'entreprise Campenon-Bernard.

## Biographie

### Milieu familial
Il est né dans un milieu de notables de la ville de Tonnerre. Il a parmi ses ancêtres : un chevalier, au début du XIIIe siècle ; un écrivain, Vincent Campenon, décrié par Victor Hugo mais académicien en 1813 ; et surtout son oncle, un général, Édouard Campenon (1819-1891), qui en dehors de ses faits d'armes en Crimée et en Algérie, a été un ami de Gambetta et plusieurs fois ministre de la Guerre entre 1881 et 1885 avant de devenir sénateur inamovible. Édouard Campenon a eu une influence sur le jeune Edme et lui a ouvert la bonne société du temps.
Le père d'Edme Campenon, Marie Sébastien Auguste Campenon (1823-1896), était officier de marine, sorti major de l'École navale. Il a donné avec son épouse, Marie Berthe Émilie Joséphine Pruneau, une excellente éducation à leur fils. Edme Campenon, élève au lycée Louis-le-Grand, a suivi les cours d'Édouard Herriot (affirmation à vérifier: comment Herriot issu de l'école Normale Supérieure et né aussi en 1872 a-t-il pu être le professeur d'Edmé Campenon qui n'a pas fait d'études supérieures en sortant de Maths-spé?). En classe de Mathématiques spéciales, il décida de ne pas se présenter aux concours des grandes écoles. Il choisit d'effectuer son service militaire comme simple soldat puis de se lancer dans la vie active.

### Période de formation
Il va commencer à parcourir le monde en se lançant dans des reprises d'affaires avec lesquelles il a connu des déboires. Reprise d'une mine de charbon en Corse qu'il a essayé de relancer, puis il a travaillé dans la région lyonnaise et dans le Doubs. Il quitta ensuite la France pour aller travailler en Espagne, en Amérique, jusqu'en Extrême-Orient où il s'est intéressé à des travaux de prospection minière et des concessions de chemin de fer.

### Retour en France
Edmé Campenon est revenu en France en 1910. Il fit la rencontre de François Thévenot, entrepreneur de travaux publics travaillant avec la Compagnie du Midi. Il travailla dans son entreprise pendant dix ans à l'aménagement de chutes d'eau dans la vallée d'Arreau à Lannemezan, à la construction de la ligne de chemin de fer de Luchon à Superbagnères et à l'électrification des lignes de chemin de fer dans le Midi et en Normandie. Pendant la Première Guerre mondiale il a été affecté à la construction de la ligne de chemin de fer de Carmaux à Vindrac.

### Création de l'entreprise Campenon et Bernard
Ayant une compétence reconnue dans le domaine des travaux publics, Edmé Campenon décida de voler de ses propres ailes et de créer sa propre entreprise. En 1920, il rencontra André Bernard, ingénieur des Arts et Métiers, et fonda avec lui, à Albi, la société en nom collectif Campenon et Bernard. Les premières commandes vont les amener à transformer la société en société en commandite par actions sous le nom de « Campenon Bernard et Cie » ayant son siège à Paris. Le capital de la société de 2,75 millions de francs était constitué de l'apport en nature de l'ancienne société et de l'apport en numéraire d'amis des deux fondateurs qui possèdent les deux tiers de son capital social.
Dans cette association des deux hommes, Edmé Campenon a été l'entrepreneur négociateur des marchés, ayant un grand sens des affaires, André Bernard était l'ingénieur assurant la gestion des grands chantiers. L'amitié et le respect entre les deux hommes a fait que jamais Edmé Campenon n'a envisagé de retirer le nom de Bernard du nom de la société après la mort d'André Bernard pendant la construction du barrage du Chambon, en 1928.

### Société Anonyme Campenon-Bernard
À partir de 1922, jusqu'en 1939, l'entreprise va passer d'une entreprise moyenne au groupe des grandes entreprises avec un accroissement annuel moyen, inflation déduite, de 15 %. L'entreprise a pris une part dans les travaux de reconstruction, entre 1920 et 1925. Les difficultés de paiement de ces chantiers a conduit Edme Campenon à réorienter l'entreprise vers des habitations à bon marché pour la Ville de Paris et les Chemins de Fer de l'Est, des cités ouvrières, à Carmaux et Mazamet. Mais c'est la construction d'ouvrages d'art qui va constituer le cœur de métier de l'entreprise. À partir de 1925, Campenon Bernard se désengagent des chantiers de bâtiments pour se développer dans les aménagements hydroélectriques. Les succès de l'entreprise sur ce marché vont conduire Edme Campenon et André Bernard à soumissionner pour le marché de la construction du barrage du Chambon en 1927. L'entreprise remporta le marché de ce barrage de 137 m de hauteur et 294 m de largeur. Il était le plus haut d'Europe au moment de sa construction et le resta pendant 20 ans. Le prix de soumission du barrage était de 30 millions de francs.
Pour répondre au défi de ce marché, l'entreprise se transforme en société anonyme, Campenon Bernard SA, au capital de huit millions de francs.
L'entreprise s'était adjointe des collaborateurs compétents, Albert Collange, Étienne Beaufils, Marcel Cuinier, Étienne Boidot et Jean Etève.
La réalisation des fondations du barrage vont se révéler plus difficiles que prévu. Les fouilles ont mis au jour des marmites glaciaires qu'il a fallu purger pour fonder le barrage sur un rocher sain. André Bernard qui dirigeait le chantier, meurt d'une embolie en décembre 1928. Il a été remplacé par Marcel Cuinier. Les doutes de l'administration des Ponts et Chaussées, l'opposition de certains habitants de la vallée à la suite de la rupture en 1923 du barrage du Gleno (Italie), les retards de paiement vont provoquer des difficultés financières pour l'entreprise. Edme Campenon resta toujours fermement attaché à la réalisation de cet ouvrage. Le chantier entra dans une pleine activité en 1931 après d'âpres discussions financières. En 1933, on va jusqu'à mettre en place 1 000 m3 de béton par jour. Le barrage est terminé en 1935. Il y a eu jusqu'à 900 personnes sur le chantier qui a nécessité la construction d'un téléphérique partant du Bourg-d'Oisans. Son coût final a atteint 100 millions de francs.
Les difficultés financières de l'entreprise vont amener la Banque de l'Union parisienne (BUP) de proposer à Edme Campenon d'appuyer financièrement l'entreprise à condition qu'elle fusionne avec sa filiale, la société Dufour Constructions Générales, au bord du dépôt de bilan.
Cette fusion est devenue effective à la suite de l'assemblée générale du 10 janvier 1930. Edme Campenon et les héritiers d'André Bernard possèdent 54 % du capital de la nouvelle société et la banque 26 %. La société Dufour amène dans la nouvelle entreprise deux chantiers difficiles, le barrage de l'Oued Fodda, en Algérie, une partie de la ligne Maginot à Rochonvillers, près de Thionville.

### Edme Campenon et Eugène Freyssinet
L'invention du béton précontraint par Eugène Freyssinet en 1928 va être la cause de sa rupture avec l'entreprise Limousin dont il était le directeur technique. Claude Limousin ne croyait pas en l'avenir du béton précontraint.
Après avoir frôlé la ruine avec son entreprise de construction de poteaux électriques en béton précontraint, c'est le sauvetage de la gare maritime du Havre, entre 1934 et 1936, à la demande de l’architecte Urbain Cassan qui va permettre d'asseoir la réputation d'Eugène Freyssinet et de ce nouveau procédé. C'est en 1935 qu'Edme Campenon signe un premier contrat avec Eugène Freyssinet. C'est en 1937 qu'ont commencé les discussions sur l'usage des brevets déposés par Eugène Freyssinet par l'entreprise Campenon-Bernard. Les discussions ont été longues et n'ont abouti à un accord définitif qu'en 1940. Edme Campenon décida d'appliquer ce nouveau procédé aux 44 km de conduites forcées d'Oued Fodda et aux caissons du port de Brest.
Edme Campenon est membre du Conseil d'administration du Syndicat des entrepreneurs de Travaux Publics de France en 1931. Il en a été le vice-président entre 1942 et 1945.

### Pendant la Seconde guerre mondiale
L'entreprise Campenon Bernard continue son activité en Algérie. En France, ce sont les travaux de reconstruction et de déblaiement. Elle participe à des travaux pour le compte de l'armée allemande, seule ou en participation. Les chantiers pour l'armée allemande vont représenter jusqu'à la moitié du chiffre d'affaires en 1943, mais celui-ci a été réduit du tiers.
En 1943 est créée la société S.T.U.P., société pour l'utilisation de la précontrainte. Forte de son avance technique, les autorités allemandes ont essayé d'obtenir sa collaboration à laquelle elle a opposé un refus ferme et une défense de ses intérêts face à ses concurrents allemands ayant fait des contrefaçons de ses brevets.

### Après la Seconde Guerre mondiale
Après la participation au déblaiement des destructions dues à la guerre et aux reconstructions, Edme Campenon va entreprendre la transformation de Campenon-Bernard en un groupe diversifié dans les domaines du génie civil et de la promotion immobilière. Pour cela il va s'appuyer avec l'aide de François Sarda sur une équipe d'ingénieurs de qualité : Marcel Lalande, Robert Pigeot, Pierre Lebelle, Jean Chaudesaigues, Robert Jarniac, Jean Muller, Marcel Cuinier fils, ...
L'exploitation des brevets de la précontrainte va amener l'entreprise à un haut niveau technique. Elle a permis à l'entreprise de se développer à l'étranger, en Afrique, en Amérique latine, au Moyen-Orient.
En 1946, une première application du béton précontraint sur un pont français est faite pour la construction du pont de Luzancy, sur la Marne.
Parallèlement, l'entreprise continue à construire de nombreux barrages tant en France qu'en Afrique du Nord.
Il démissionne de sa fonction de président directeur général en 1958 mais reste président d'honneur de la société jusqu'à sa mort.

## Décorations
- Chevalier de la Légion d'honneur en 1928, officier de la Légion d'honneur en 1938.
- Commandeur de la Légion d'honneur, en 1951[3].
- Commandeur de l'ordre de Saint-Grégoire-le-Grand, à la suite de la construction de la basilique Saint-Pie-X de Lourdes par l'entreprise Campenon-Bernard.